# Anatolij Jegorow (hokeista)
Anatolij Aleksandrowicz Jegorow (ros. Анатолий Александрович Егоров; ur. 2 listopada 1930, zm. 7 października 2013) – radziecki hokeista. Trener hokejowy. Mistrz Sportu ZSRR.

## Kariera zawodnicza
- Spartak Moskwa (1948-1949)
- Dinamo Moskwa (1950-1956)
- Spartak Moskwa (1956-1959)

Wychowanek Spartaka Moskwa od 1945, w pierwszej drużynie od 1948. Największe sukcesy odnosił jako zawodnik konkurencyjnego Dinama. W mistrzostwach ZSRR rozegrał 200 meczów, w których strzelił 42 goli (w tym w Dinamie 120 spotkać i 35 bramek). Grał także w drugiej reprezentacji ZSRR.

## Kariera trenerska
- Spartak Moskwa (1958)
- Dinamo Ryga (1960-1962)
- Reprezentacja Polski (1969-1975)
- Sokił Kijów (1976-1977)
- Awtomobilist Swierdłowsk
- Naprzód Janów (1993-1994)

Po zakończeniu kariery został trenerem. Od 1958 pracował w macierzystym Spartaku, a w 1967 w ramach kadry ZSRR.
Był trenerem drugiej kadry ZSRR, po czym od połowy 1969 pracował jako szkoleniowiec reprezentacji Polski, pierwotnie zakontraktowany na trzy lata, w zamierzeniu celem przygotowania zespołu do startu w ZIO 1972. Znacząco podniósł poziom gry polskiej kadry. Prowadził Polskę podczas turniejów mistrzostw świata w 1969, 1970, 1971, 1972, 1973, 1974, 1975 oraz zimowych igrzysk olimpijskich 1972 w Sapporo. Za jego kadencji Polska dwukrotnie awansowana do MŚ Grupy A (1969, 1972), trzykrotnie zajęła piąte miejsce w mistrzostwach świata - najwyższe pozycje w powojennym okresie. Od 1974 jego asystentem był Józef Kurek. Zgodnie z obowiązującymi w ZSRR przepisami mógł pracować za granicą dwa lata, jednak ostatecznie pozostał trenerem w Polsce przez sześć lat. Był najdłużej urzędującym selekcjonerem reprezentacji Polski w jej historii. Do dziś jest jednym z trzech rosyjskich trenerów kadry Polski (po nim byli Władimir Safonow i Igor Zacharkin). Po odejściu z Polski trenował Sokił Kijów i Awtomobilist Swierdłowsk, pracował w komisji hokeja na lodzie Komisji Kultury Fizycznej oraz był konsultantem w klubach hokejowych. Później przeszedł na emeryturę. Po niespełna 20 latach powrócił do pracy trenerskiej w Polsce, prowadząc Naprzód Janów w lidze polskiej w sezonie 1993/1994. 
Trenował także hokeistów na trawie.
Zmarł 7 października 2013.

## Sukcesy
Zawodnicze klubowe
- Srebrny medal mistrzostw ZSRR: 1951 z Dinamem Moskwa
- Złoty medal mistrzostw ZSRR: 1954 z Dinamem Moskwa
- Brązowy medal mistrzostw ZSRR: 1952, 1953, 1955, 1956 z Dinamem Moskwa
- Puchar ZSRR: 1953 z Dinamem Moskwa
- Finał Pucharu ZSRR: 1955, 1956 z Dinamem Moskwa